# Milton Nascimento

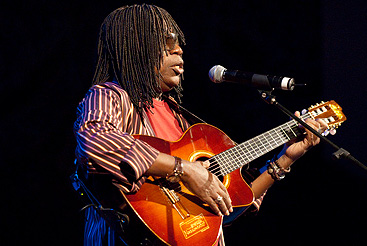
Nascimento im April 2008

Milton Nascimento (* 26. Oktober 1942 in Rio de Janeiro) ist ein brasilianischer Musiker, der als eine der prägenden Persönlichkeiten der Música Popular Brasileira gilt.

## Leben und Wirken
Nascimento wuchs in den Stadtteilen Laranjeiras und Tijuca von Rio de Janeiro auf. Im Alter von wenigen Monaten wurde er von einem Ehepaar adoptiert, für das seine Mutter arbeitete. Die Pflegeeltern waren Josino Brito Campos, ein Bankangestellter, Mathematiklehrer und Elektrotechniker, und Lília Silva Campos, eine Musiklehrerin. Als er achtzehn Monate alt war, starb seine leibliche Mutter, und seine Pflegeeltern zogen mit ihm nach Três Pontas in Minas Gerais.
Am Beginn seiner Karriere spielte Milton Nascimento in den Samba-Gruppen Evolussamba and Sambacana. 1963 ging er nach Belo Horizonte. Seine Freundschaft mit den Brüdern Lô und Márcio Borges brachte ihn in Kontakt mit der Clube da Esquina-Bewegung, zu der auch der Schriftsteller Fernando Brant gehörte, mit dem zusammen Nascimento über die folgenden Jahrzehnte über 200 Lieder schrieb. Schon die erste gemeinsame Komposition Travessia erhielt einen zweiten Preis auf einem Liederwettbewerb. Das Lied fand Eingang auf Nascimentos selbstbetiteltes Debütalbum 1967 (welches 1978 als Travessia wiederveröffentlicht wurde).
Der Pianist und Arrangeur Eumir Deodato empfahl Nascimento dem Jazz-Produzenten Creed Taylor, der auf seinem Label CTI schon Antônio Carlos Jobim und die Tamba 4 veröffentlichte. Schon sein zweites Album Courage, 1969 auf CTI veröffentlicht (und weltweit über A&M Records vertrieben), stellte ihn erstmals einem US-amerikanischen und internationalen Publikum vor. An den Aufnahmen im Studio von Rudy Van Gelder in New Jersey mit einem von Deodato arrangierten und dirigierten Orchester war auch prominent Herbie Hancock am Klavier beteiligt.
Der internationale Durchbruch kam durch seine Auftritte mit dem Jazzsaxophonisten Wayne Shorter. 1974 spielten die beiden Musiker das Album Native Dancer ein, welches zwar unter Shorters Namen auf dessen Label Columbia erschien, doch stammte über die Hälfte der Kompositionen von Nascimento. Auch hier saß Herbie Hancock am Klavier. Ihn, wie auch Shorter, lud Nascimento später immer wieder zu Gastauftritten bei seinen Alben ein, so 1976 für Milton, 1987 für Yauaretê und Angelus 1993. Mit dem Pianisten kam es 1988 zu einer sehr intimen Begegnung auf dem Album Miltons von 1988, bei der neben Stimme, Gitarre und Klavier kaum mehr als die Perkussion von Naná Vasconcelos hinzutritt.
Im Laufe seiner Karriere trat Nascimento außerdem mit Jorge Ben, Caetano Veloso, Chico Buarque, Gilberto Gil und internationalen Stars wie Paul Simon, James Taylor, Peter Gabriel, Quincy Jones und Pat Metheny auf. Peter Gabriels Gesang war 1993 in dem Lied Qualquer Coisa a haver com o Paraíso zu hören, das auf dem Album Angelus veröffentlicht wurde. Durch seine Freundschaft mit dem Gitarristen Warren Cuccurullo kam es 1993 zu einer Zusammenarbeit mit Duran Duran. Milton Nascimento wurde 1991, 1995 und 1998 für einen Grammy nominiert. 1998 gewann er ihn in der Kategorie Best World Music Album.
1974 begleitete er Flora Purim bei einem Konzert am Montreux Jazz Festival, wo er ab 1982 mehrfach mit eigenem Programm auftrat. Er traf dort die internationale Musikszene, spielte 1991 auch zusammen mit Chico Buarque. Seine Konzerte in Montreux wurden Teil des Nachlasses zum Montreux Jazz Festival, der 2013 als Weltdokumentenerbe der UNESCO registriert wurde.
Seine Musik basiert auf der Bossa Nova. Nascimento ist berühmt für seinen Falsettgesang und den großen Tonumfang seiner Stimme. In Brasilien steht er für so populäre Lieder wie Canção da América und Coração de Estudante. Der Text von Coração de Estudante erinnert an das Begräbnis des Studenten Edson Luís, der 1968 von einem Polizeioffizier getötet wurde. Das Lied wurde 1984 zur Hymne der Bewegung für demokratische Wahlen in Brasilien, und es wurde beim Begräbnis von Tancredo Neves, dem ersten frei gewählten Präsidenten Brasiliens nach der Militärdiktatur, gespielt.
Weiterhin spielte Nascimento eine kleine Rolle als Türsteher eines Opernhauses in Fitzcarraldo (1982) von Werner Herzog.
Im November 2022 gab Nascimento sein Abschiedskonzert. Gemeinsam mit Esperanza Spalding entstand 2024 das Album Milton & esperanza.

## Diskografie

### Alben
- Milton Nascimento. (Ritmos, 1967; wiederveröff. als Travessia. Som Livre, 1978)
- Courage. (CTI/A&M, 1968)
- Milton Nascimento. (Odeon, 1969)
- Milton. (Odeon, 1969)
- Milton Nascimento & Lô Borges: Clube da Esquina. (Odeon, 1972)
- Milton Nascimento & Som Imaginário: Milagre dos Peixes. (Odeon, 1973), Konzertaufnahme
- Minas. (EMI, 1975)
- Geraes. (EMI, 1976)
- Milton. (A&M, 1976)
- Milton Nascimento & Lô Borges: Clube da Esquina 2. (EMI, 1978)
- Journey to Dawn. (A&M, 1979)
- Sentinela. (Ariola, 1980)
- Caçador de mim. (Ariola, 1981)
- Anima. (Ariola, 1982)
- Milton Nascimento, Pedro Casaldáliga, Pedro Tierra: Missa dos Quilombos. (Ariola, 1982)
- Ao vivo. (Ariola/Barclay, 1983), Konzertaufnahme
- Encontros e Despedidas. (Barclay, 1985)
- Mercedes Sosa / León Gieco / Milton Nascimento: Corazón Americano. (Philips, 1985)
- A Barca dos Amantes. (Barclay/Verve, 1986), Konzertaufnahme, mit Wayne Shorter
- Yauaretê. (CBS, 1987), mit Herbie Hancock, Paul Simon und Wayne Shorter
- Sarah Vaughan mit Milton Nascimento: Brazilian Romance. (CBS, 1987), produziert von Sérgio Mendes
- Miltons. (CBS, 1988), mit Herbie Hancock
- Txai. (CBS, 1990)
- O Planeta Blue na Estrada do Sol. (CBS, 1992)
- Angelus. (Columbia, 1994)
- Amigo. (Warner, 1995, BR: Gold)[9]
- Nascimento. (Warner, 1997, BR: Gold)
- Tambores de Minas – Ao vivo. (WEA, 1997), Konzertaufnahme
- Crooner. (WEA, 1999)
- Milton Nascimento & Gilberto Gil: Gil & Milton. (WEA, 2000, BR: Gold)
- Daniel Barenboim: Brazilian Rhapsody. (Teldec, 2000), mit Milton Nascimento auf zwei Stücken
- Pietá. (Warner, 2002)
- Maria Maria / Ultimo Trem. (FarOut, EMI, 2004), Ballettmusiken von 1976 und 1980
- Belmondo & Milton Nascimento. (B.Flat, 2008), mit Belmondo
- Milton Nascimento & Jobim Trio: Novas Bossas. (EMI, 2008)
- ...E a Gente Sonhando. (EMI, 2010)
- Herbie Hancock & Milton Nascimento: Under Tokyo Skies. (JazzWorld, 2010), Konzertaufnahme
- Nada será como antes: O Musical. (Universal, 2011)
- Uma Travessia: 50 Anos de Carreira  – Ao vivo. (Universal, 2013), Konzertaufnahme
- Milton Nascimento & Dudu Lima Trio: Tamarear (Som Livre, 2015)
- Último Trem. (Doppel-LP; Far Out Recordings, 2020)
- Milton & Esperanza. (Concord Records, 2024), mit Esperanza Spalding

### Singles
- 1978: Maria, Maria (BR: Gold)
- 2017: Trem das Estações (Mundo Bita feat. Milton Nascimento, BR: Diamant)